# Ministerium für Gender- und Familienförderung
Das Ministerium für Gender- und Familienförderung (englisch Ministry of Gender and Family Promotion, MIGEPROF) ist eines der Ministerien der Regierung Ruandas. Amtierende Ministerin ist Consolée Uwimana. Der Hauptsitz der Behörde liegt im Distrikt Gasabo in Kigali.

## Aufgaben
Das Ministerium für Gender- und Familienförderung ist für die Förderung von Familien und Frauen, der Geschlechtergerechtigkeit sowie dem Schutz von Kindern zuständig.

## Geschichte
Das Ministerium wurde 1992 als Ministerium für Familien- und Frauenförderung (engl. Ministry in charge of Family and Women Promotion MIFAPROFE) gegründet. Nach dem Völkermord wurde ihm 1997 ein zusätzliches Ressort für die Verwaltung sozialer Angelegenheiten zugewiesen und es zum Ministerium für Gender, Familie und Soziales (engl. Ministry of Gender, Family and Social Affairs, MIGEFASO) umbenannt. 2005 wurde es dem Büro des Premierministers unterstellt. Seit 2013 verfügt das Ministerium über Autonomie.

## Liste der Minister
- bis 1994: Pauline Nyiramasuhuko, Kriegsverbrecherin im Völkermord an den Tutsi und die erste Frau, die wegen Völkermord und Vergewaltigung als Verbrechen gegen die Menschlichkeit verurteilt wurde
- 1999 bis 2002: Angelina Muganza[2][3]
- 2003 bis 03/2008: Valérie Nyirahabineza[4][5]
- 03/2008 bis 2011: Jeanne d’Arc Mujawamariya[6][7]
- ? bis 03/2016: Odda Gasinzigwa[8]
- 03/2016 bis 10/2016: Diane Gashumba[9]
- 10/2016 bis 08/2018: Espérance Nyirasafari[9][10]
- 08/2018 bis 02/2020: Solina Nyirahabimana[11][12]
- 02/2020 bis 08/2023: Jeannette Bayisenge[12]
- 08/2023 bis 06/2024: Valentine Uwamariya[13][14]
- seit 06/2024: Consolée Uwimana[14]

## Partnerinstitutionen
Das Ministerium arbeitet insbesondere mit folgenden Institutionen zusammen:
- National Child Development Agency (NCDA)
- National Women’s Council (NWC)